# Оток (Нижньосілезьке воєводство)
Оток (пол. Otok) — село в Польщі, у гміні Болеславець Болеславецького повіту Нижньосілезького воєводства.
Населення — 442 особи (2011).
У 1975-1998 роках село належало до Єленьоґурського воєводства.

## Демографія
Демографічна структура станом на 31 березня 2011 року:
|          | Загалом | Допрацездатний вік | Працездатний вік | Постпрацездатний вік |
| -------- | ------- | ------------------ | ---------------- | -------------------- |
| Чоловіки | 221     | 57                 | 151              | 13                   |
| Жінки    | 221     | 53                 | 139              | 29                   |
| Разом    | 442     | 110                | 290              | 42                   |